# Oreogrammitis insularis
Oreogrammitis insularis là một loài dương xỉ trong họ Polypodiaceae. Loài này được Copel. Parris mô tả khoa học đầu tiên năm 2007.